# قارچ کاه
قارچ کاه (نام علمی: Volvariella volvacea) نام یک گونه از راسته قارچ‌های تیغک‌دار است.